# Солунски археологически музей
Солунският археологически музей (на гръцки: Αρχαιολογικό Μουσείο Θεσσαλονίκης) е музей в град Солун, Гърция. Той притежава и показва артефакти от архаичния, класически, елинистичния и римския период, предимно от град Солун, но също така и от района на Македония като цяло.

## Сграда и експозиции
Музеят се помещава в сграда, проектирана от архитект Патроклос Карандинос и е пример за съвременните архитектурни тенденции на Гърция. Построен през 1962 г., музеят получава ново крило през 1980 г., в което са показани находките от Вергина до 1997 г. През 2001 и 2004 г. музеят е реставриран и неговите постоянни експозиции са реорганизирани.
Централните стаи притежават експонати от археологически разкопки, проведени в Солун и Македония. Новото крило е домакин на две изложби: „Златото на Древна Македония“, с артефакти от некрополи в Текелиево (Синдос), Агия Параскеви, Наръш (Неа Филаделфия), Макриялос, Айватово (Лете), Сяр и Ашиклар (Европос) и „Солунско в праисторията“ с материали от праисторически селища, датиращи от неолита до ранната и късната бронзова епоха.

## Известни експонати
- Дервентски кратер
- Статуя на Арпократ, (края на II век пр. Хр.)
- Глава на Серапис (2-ри в. пр. Хр.)
- Златен ларнакс, за който се смята, че съдържа останките на цар Филип II
- Бронзов шлем и златна маска (некропол на Текелиево, края на VI век пр. Хр.)
- Мраморната врата от Македонската гробница при Ново село (Агия Параскеви)
- Копие от Разкриващата се Афродита (421/420 г. пр. Хр.)
- Златни медали (225-250 г. пр. Хр.)
- Малка арка на Галерий
- Подови мозайки
- Златен щит от царските гробници на Вергина
- Златни диадеми, златни дискове и златни глави на Медуза (350-325 г. пр. Хр.)[2]